# إسكندر الشيخي
اسكندر الشيخي (الفارسية: اسکندر شیخی)، كان أصبهبذًا إيرانيًا من الدولة الأفراسيابية، الذي حكم آمل تابعًا لتيمور من عام 1393 إلى عام 1403 م. كان الابن الأصغر لكيا أفراسياب، الذي أسس حكمه في البداية في شرق مازندران من عام 1349 إلى عام 1359 م، لكنه هُزم وقُتل على يد الشيخ المحلي (عالم ديني) مير بزرك، الذي أسس سلالته الخاصة - المرعشية - في المنطقة. لجأ إسكندر في البداية إلى لاريجان مع بعض المؤيدين واثنين من أبناء أخيه من والده، لكنه غادر لاحقًا إلى هرات، حيث دخل في خدمة الحاكم الكرتي غياث الدين الثاني (حكم 1370–1389 م).
بعد أن استولى الحاكم التركي المغولي تيمورلنك ( حكم 1370-1405 م) على هرات، في عام 1381 م، انضم إسكندر إلى الأخير، الذي شجعه ورافقه في فتح مازندران عامي 1392 و1393 م. بعد طرد المرعشيين، عيّن تيمور إسكندر الشيخي حاكمًا على آمل، لكنه سرعان ما ثار. وبعد هزيمته، إما قُتل على يد جيش تيموري عام 1403-1404 م في شير-رود-دهزار أو انتحر في قلعة فيروزكوه التابعة لجبال ألبرز لتجنب الأسر. عفا تيمور عن أحد أبنائه وهو كيا حسين الأول، وسمح له بالاحتفاظ بالسيطرة على فيروزكوه.

## الخلفية

خريطة شمال إيران والمناطق المحيطة بها. تُمثل الحدود الحدود الجغرافية التقليدية لكل منطقة.

كان إسكندر الابن الأصغر لكيا أفراسياب حاكم السلالة الأفراسيابية، وهي عائلة من الأصبهباذة (أمراء محليون أو قادة عسكريون) من سكان مدينة آمل شرق مازندران. عُرفوا أيضًا باسم الجلبيين أو الشلابيين أو الخلافيين، نسبةً إلى منطقة في آمل. خدم كيا أفراسياب قائدًا (أصبهبذ) لصهره الباونديّ حسن الثاني (حكم. 1334-1349 م)، الذي حكم آمل ومحيطها. في أواخر عهده، أعدم الحسن الثاني وزيره كيا جلال بن أحمد جال. أدى ذلك إلى عزل عائلته (عائلة كيا جليلي القوية) الذين كانوا يسيطرون على ساري. أثار هذا غضب الكثيرين، ودفع الجليليين إلى التحالف مع البادوسبانيين المجاورين في رستمدار. هاجموا معًا آمل، مما أجبر الحسن الثاني على الاستسلام. واستقبل الحاكم البادوسباني (الأستندار) جلال الدولة اسكندر (حكم. 1333–1360 م)، الحسن الثاني بشكل إيجابي، لكن الجلبيين نأوا بأنفسهم عن الأخير.
اتهمت زوجة الحسن الثاني (شقيقة كيا أفراسياب) زوجها بإغواء ابنة زوجته وحصلت على فتوى من آمل التي أدين بها. وقتل اثنان من أبناء كيا أفراسياب هما علي كيا ومحمد كيا الحسن الثاني في 17 نيسان 1349 م، مما مثّل نهاية الخط الباوندي القديم، الذي امتد إلى عصور ما قبل الإسلام. بينما فر أبناء الحسن الثاني إلى جلال الدولة إسكندر، أسس كيا أفراسياب سلطته في آمل، وربما ساري أيضًا. قُوبل توليه العرش بغضب من الكثيرين في شرق مازندران، مما جعله يتظاهر بالولاء للشيخ المؤثر (عالم الدين) مير بزرك. ومع ذلك، سرعان ما ارتد هذا الأمر بنتائج عكسية؛ فقد زادت قوة الشيخ، مما جعل كيا أفراسياب يحاول قمعها. فشنّ مع أبنائه الثلاثة (كيا حسن وكيا علي وكيا سُهراب) هجومًا على مير بزرك، لكنهم هُزموا وقُتلوا. استولى مير بزرك بعد ذلك على شرق مازندران، وأنشأ السلالة المرعشية.

## السيرة

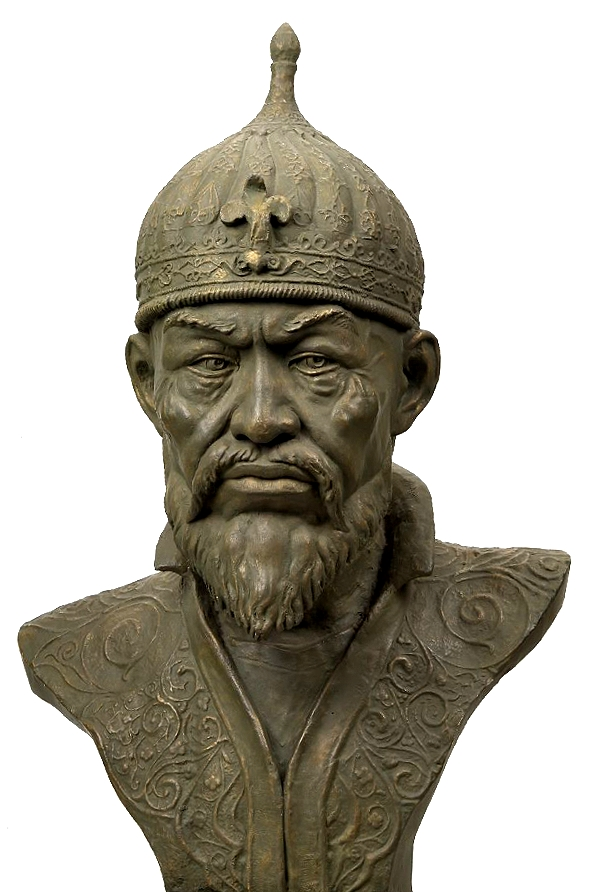
إعادة بناء لوجه الحاكم التركي المغولي تيمورلنك (حكم. 1370–1405 م)، الذي شجّعه إسكندر الشيخي ورافقه في غزو مازندران، حيث كُوفئ بولاية آمل في المقابل

بعد وفاة كيا أفراسياب، عاد بعض أنصاره إلى آمل وأخذوا معهم اثنين من أحفاده مع إسكندر. ومعًا، هربوا أولًا إلى لاريجان، حيث كانوا يأملون في السماح لهم باللجوء إلى قريبهم كيا حسن كيا دامندر. في البداية، رُفض طلبهم، لكن كيا حسن غير رأيه لاحقًا، ومنحهم مقاطعتي غزاك وسنك. كانت إقامتهم قصيرة الأجل؛ إذ ثبت أن الدخل من هذه المقاطعات غير كافٍ، وبالتالي أخذ أحد رجال كيا أفراسياب، نور الدين، الأمراء الشباب، مع بعض أنصارهم، إلى مدينة شيراز في فارس ثم إلى سبزوار في خراسان. وهناك تعهدوا بخدمة الحاكم السرباداري علي بن مؤيد (حكم. 1362–1376 م، ثم في 1379–1386 م)، الذي ثار ضد الحاكم الكردي غياث الدين الثاني (حكم. 1370-1389 م)، الذي كان يقيم في هرات. وردت روايتان مختلفتان عن إسكندر خلال هذه الواقعة. فوفقًا للمؤرخ المعاصر ظهير الدين مرعشي (ت. 1489)، وهو من عائلة مرعشي، فقد غيّر ولاءه لغياث الدين الثاني عام 1374 م، لأن "الخيانة كانت من طبعه".
بعد هزيمة علي بن مؤيد ومقتله، استقر إسكندر في هرات، وكان حاضرًا هناك عندما حاصرها الحاكم المغولي التركي تيمورلنك (حكم 1370 - 1405 م) في عام 1381 م، ثم خان غياث الدين الثاني وسلم المدينة إلى تيمور. ووفقًا لرواية المؤرخ الفارسي حافظ أبرو (ت. 1430)، فإن إسكندر كان أول من انضم إلى الكرتيين وليس السرباداريين. وقد نجح مع جهود الكرتيين ضد علي بن مؤيد، ونتيجة لذلك كُوفئ بولاية مدينة نيسابور. وفي عام 1375 م، خان إسكندر غياث الدين الثاني بالانضمام إلى تمرد مناهض للكرتيين بدعم من الدراويش المحليين والحاكم المظفري العربي في شيراز شاه شجاع مظفري (حكم. 1358–1384 م). فشلت الثورة، لكن غياث الدين الثاني عفا في النهاية عن إسكندر، الذي بقي في هرات حتى استولى عليها تيمور.
على أية حال، بعد سقوط هرات، دخل إسكندر في خدمة تيمور. وفقًا لكتاب تاريخ طبرستان، شجع الأخير على غزو مازندران من خلال الحديث عن ثروتها وخيراتها. بينما كان إسكندر بعيدًا، غُزيَت مازندران بأكملها على يد المرعشيين، الذين حكموا الآن مملكة تمتد إلى أقصى الغرب حتى مدينة قزوين. وقد عزلوا عائلة البادوسبانيين في رستمدار، لكنهم نصّبوا أحد أبناء جلال الدولة إسكندر وهو سعد الدولة طوس على العرش لتحدي إسكندر وتيمور. ومع ذلك، راسل طوس إسكندر سرًا، وانضم في النهاية إلى قوات تيمور في عام 1392 م. وفي العام التالي (1393 م)، طرد تيمور المرعشيين وغزا مازندران. ثم عَهِد بآمل إلى إسكندر وعهد بساري إلى جمشيد قارين غوري. تمكن طوس من إقناع تيمور بإنقاذ عائلة مرعشي، الذين أُرسلوا إلى المنفى في بلاد ما وراء النهر بدلًا من ذلك. أمر إسكندر بتدمير قبر مير برزك في آمل، مما أدى إلى انتقال العديد من الناس إلى ساري، ولكن القبر سيُعاد بناؤه لاحقًا.
عندما غادر إسكندر مملكته عام 1399/1400 م للانضمام إلى حملة تيمور على أذربيجان، حرم الأخير البادوسبانيين من معظم ممتلكاتهم بإرسال قواته لإدارة معظم رستمدار. اقتصرت ممتلكات الحاكم البادوسباني الجديد كايومارث الأول على قلعة نور. بعد عودته إلى قلعة فيروزكوه في ألبورز ق. 1402 م، ثار إسكندر على تيمور، الذي أرسل قوةً لإخضاعه. طلب قادة القوة مساعدة كايومارث، نظرًا لسمعته كمنافس لإسكندر. إلا أنهم خدعوه بأسره وإرساله إلى إسكندر كورقة مساومة لإقناعه بوقف تمرده. مع ذلك، أطلق إسكندر سراح كايومارث على الفور، الذي غادر إلى بلاط ابن تيمور في شيراز.
قُتل إسكندر إما على يد جيش تيموريين في شير-رود-دهزار عام 1403/1404 م، أو انتحر في فيروزكوه لتجنب الأسر. عيّن تيمور السيد علي ساري المرعشي حاكمًا على آمل، وشقيقه غياث الدين نائبًا له. وعفا عن ابني إسكندر، كيا علي وكيا حسين الأول، مما سمح للأخير بالاحتفاظ بالسيطرة على فيروزكوه. بعد وفاة تيمور عام 1405 م، بدأ المرعشيون في فرض سيطرتهم تدريجيًا على أراضيهم السابقة.